# Латышское
Латышское — упразднённая деревня в Кормиловском районе Омской области России. Располагалась на территории современного Черниговского сельского поселения. Точная дата упразднения не установлена.

## География
Располагалась в 4 км к юго-востоку от деревни Немировка.

## История
Основана в 1896 г., когда происходило переселение крестьян из густонаселённых западных губерний Российской империи на неосвоенные восточные территории. 
В 1928 году хутор Латышки состоял из 64 хозяйств. Центр Латышского сельсовета Корниловского района Омского округа Сибирского края.

## Население
По переписи 1926 г. на хуторе проживало 284 человека (133 мужчины и 151 женщина), основное население — латыши.